# 996年
| 千纪： | 1千纪                                                                                                  |
| 世纪： | 9世纪 \| 10世纪 \| 11世纪                                                                              |
| 年代： | 960年代 \| 970年代 \| 980年代 \| 990年代 \| 1000年代 \| 1010年代 \| 1020年代                           |
| 年份： | 991年 \| 992年 \| 993年 \| 994年 \| 995年 \| 996年 \| 997年 \| 998年 \| 999年 \| 1000年 \| 1001年      |
| 纪年： | 丙申年（猴年）；于阗天兴十一年；契丹統和十四年；北宋至道二年；大理明統五年；越南應天三年；日本長德二年 |

## 大事记
- 拜占廷皇帝巴西尔二世在保加利亚首都奥赫里德、斯佩切依奥斯击败保加利亚军队。
- 5月21日，奥托三世在圣彼得大教堂被教宗額我略五世加冕为神圣罗马帝国的皇帝，同时还被称为意大利国王。他的祖母阿德莱德退休到她在塞尔茨建立修道院。奥托镇压了一场罗马叛乱，一些贵族（包括克雷森特斯二世）因犯罪而被流放。
- 10月24日，卡佩特一世国王在统治了9年后死于巴黎，葬在聖德尼修道院大教堂。他由24岁的儿子羅貝爾二世（虔诚的）继任法国国王。羅貝爾二世试图通过要求空置的封建土地来增加他的权力。这导致许多领土争端。
- 11月1日，奥托三世授予巴伐利亚主教下奥地利30块“皇家土地”。
- 11月20日，诺曼底公爵理查德一世（无畏者）在统治55年后去世。他的小儿子理查德二世接替了他。

## 出生
- 蕭匹敵

## 逝世
- 雨果·卡佩（Hugues Capet，約938年－996年，58岁），卡佩王朝的建立者。
- 蕭恆德